# Albersdorf (Holstein)
Albersdorf er en by og kommune i det nordlige Tyskland, beliggende i Amt Mitteldithmarschen i den centrale del af Kreis Dithmarschen. Kreis Dithmarschen ligger i den sydvestlige del af delstaten Slesvig-Holsten.

## Geografi
De talrige gravhøje fra yngre stenalder og bronzealder er typisk for dette område. Kommunen ligger længst mod øst i Kreis Dithmarschen i et skovrigt område ved Nord-Ostsee-Kanal. Den bakkede gest præger landskabet. I kommunen ligger stenalderparken Archäologisch-Ökologische Zentrum Albersdorf (de) og Museum für Archäologie und Ökologie Dithmarschen (de)

### Nabokommuner
Nabokommuner er (med uret fra nord) kommunerne Arkebek, Bunsoh og Wennbüttel (alle i Kreis Dithmarschen), Beldorf og Bornholt (begge i Kreis Rendsburg-Eckernförde) samt Schafstedt, Tensbüttel-Röst og Odderade (alle igen i Kreis Dithmarschen).

### Trafik
Byen ligger ved jernbanen Büsum–Heide–Neumünster, samt ved Bundesautobahn 23 Hamborg–Heide frakørsel 4 (70 kilometer nord for Hamborg).